# Cerna
Cerna é uma comuna romena localizada no distrito de Tulcea, na região de Dobruja. A comuna possui uma área de 221.65 km² e sua população era de 4094 habitantes segundo o censo de 2007.